# (37875) 1998 FV34
1998 FV34 (asteroide 37875) é um asteroide da cintura principal. Possui uma excentricidade de 0.11314330 e uma inclinação de 5.50968º.
Este asteroide foi descoberto no dia 20 de março de 1998 por LINEAR em Socorro.